# Землекоп товстодзьобий

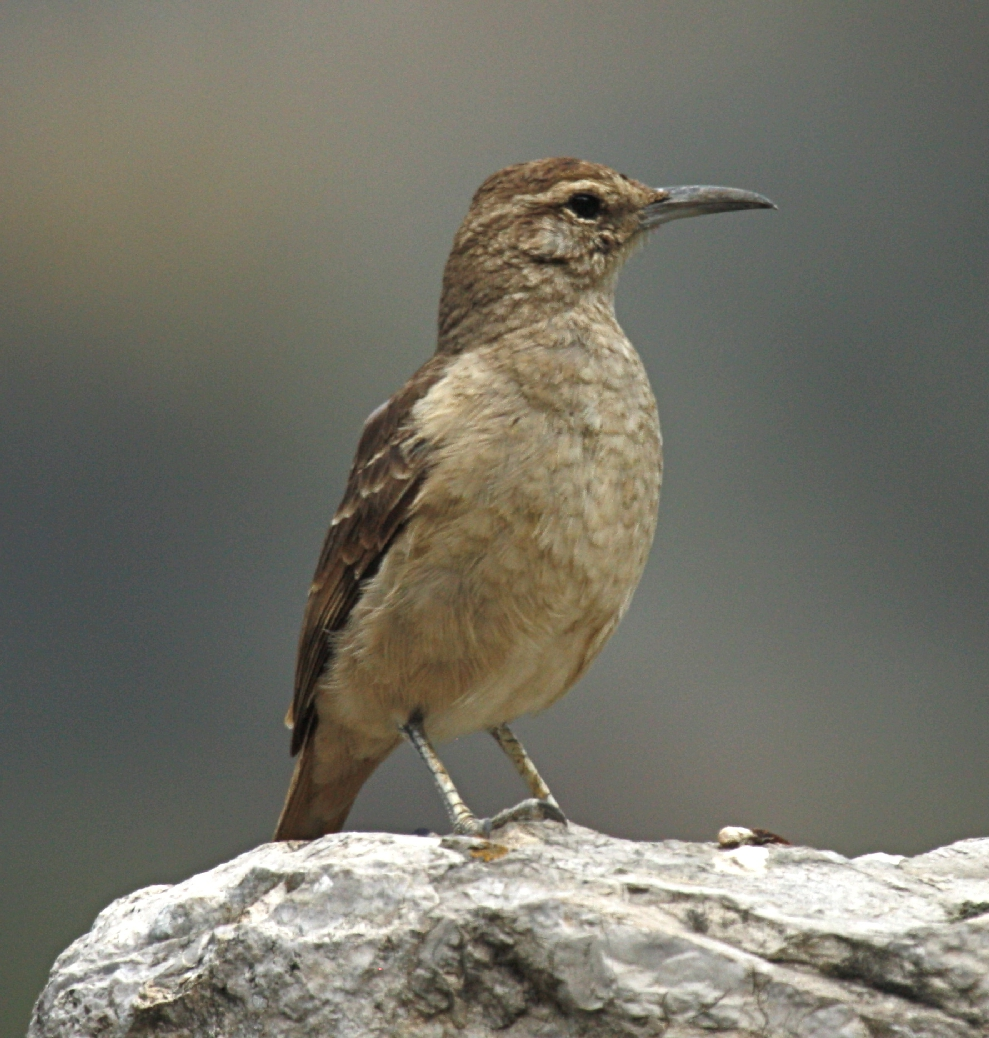
Товстодзьобий землекоп

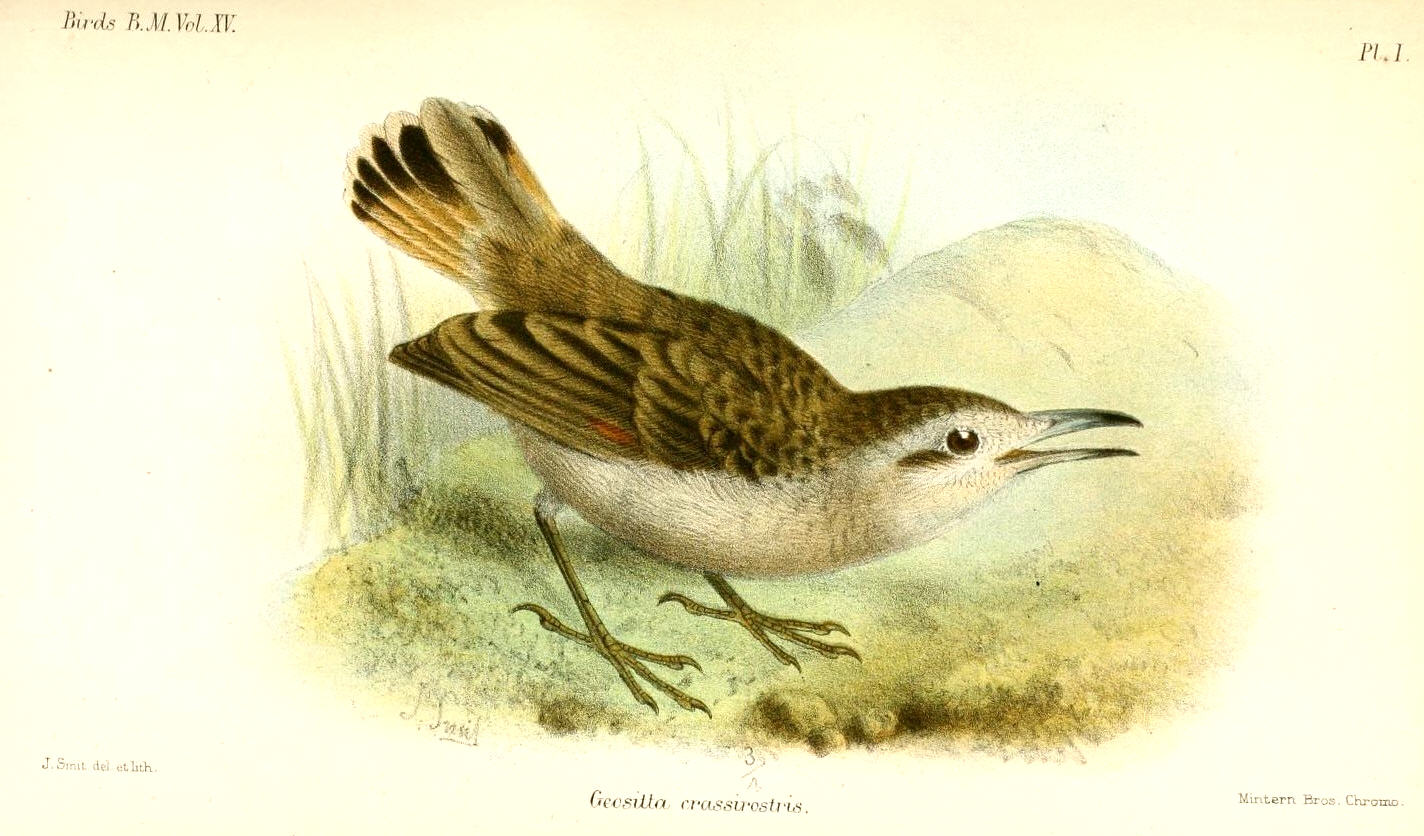
Товстодзьобий землекоп

Землекоп товстодзьобий (Geositta crassirostris) — вид горобцеподібних птахів родини горнерових (Furnariidae). Ендемік Перу.

## Підвиди
Виділяють два підвиди:
- G. c. fortis Berlepsch & Stolzmann, 1901 — Анди на південному заході Перу (від Ліми до Арекіпи);
- G. c. crassirostris Sclater, PL, 1866 — прибережні пагорби на заході Перу (Ліма).

## Поширення і екологія
Товстодзьобі землекопи живуть серед скель та сухих чагарникових і кактусових заростей. Зустрічаються на висоті від 300 до 800 м над рівнем моря на прибережних пагорбах та на висоті від 2000 до 3500 м над рівнем моря в Андах.